# Globočica (Gora)
Pour l’article homonyme, voir Globočica (Kačanik).
Glloboçicë en albanais et Globočica en serbe latin (en serbe cyrillique : Глобочица) est une localité du Kosovo située dans la commune/municipalité de Dragash/Dragaš et dans le district de Prizren/Prizren. Selon le recensement de 2011, elle compte 960 habitants.
Selon le découpage administratif de la Serbie, la localité fait partie de la municipalité de Gora.

## Démographie

### Évolution historique de la population dans la localité
| 1948 | 1953 | 1961 | 1971 | 1981  | 1991 | 2011 |
| ---- | ---- | ---- | ---- | ----- | ---- | ---- |
| 648  | 683  | 757  | 813  | 1 002 | 968  | 960  |

|  |

### Répartition de la population par nationalités (2011)
En 2011, les Gorans représentaient 90,72 % de la population et les Bosniaques 6,87 %.